# Drolshagen-Land
Die Gemeinde Drolshagen-Land entstand 1819 als Teil des ehemaligen Kirchspiels Drolshagen. Sie bestand bis zu ihrer Auflösung im Jahr 1969.

## Geschichte
Die Gemeinde Drolshagen-Land entstand durch den Zusammenschluss der ehemaligen Schultheißenbezirke Bleche, Herpel, Husten und Brachtpe, die vor deren Bildung zum ehemaligen Kirchspiel Drolshagen gehört hatten. Sie wurde 1843/44 zusammen mit der Stadt Drolshagen zum Amt Drolshagen zusammengeschlossen.
Im Jahr 1961 hatte sie bei einer Größe von 59,77 Quadratkilometern 5321 Einwohner. Am 1. Juli 1969 wurde die Gemeinde aufgelöst und kam durch das Gesetz zur Neugliederung des Landkreises Olpe zur vergrößerten Stadt Drolshagen.